# Cis agaricinus
Cis agaricinus là một loài bọ cánh cứng trong họ Ciidae. Loài này được Drapiez miêu tả khoa học năm 1819.